# Paracles burmeisteri
Paracles burmeisteri är en fjärilsart som beskrevs av Berg 1877. Paracles burmeisteri ingår i släktet Paracles och familjen björnspinnare. Inga underarter finns listade i Catalogue of Life.